# Lydia (Caroline du Sud)
Pour les articles homonymes, voir Lydia.
Lydia est une census-designated place située dans le comté de Darlington, dans l’État de Caroline du Sud, aux États-Unis. Lors du recensement de 2020, elle comptait 572 habitants.